# Цезар (салата)
Вижте пояснителната страница за други значения на Цезар.
Салата „Цезар“ е популярна салата от маруля (сорт Lactuca sativa var. longifolia) и крутони, гарнирани с пармезан, лимонов сок, зехтин, яйце, черен пипер и сос Уорчестър.

## История
Създаването на салатата обикновено се приписва на ресторантьора Цезар Кардини, италиански имигрант, който държи ресторанти в Мексико и САЩ. Кардини живее в Сан Диего, но работи и в Тихуана, където избягва ограниченията на Сухия закон в САЩ. Неговата дъщеря Роза (1928 – 2003) разказва, че баща ѝ създава салата, когато голям приток на клиенти покрай Четвърти юли 1924 г. изчерпва запасите на кухнята. Кардини се справя с това, което има, добавяйки драматичен усет „от готвача“, като приготвя салатите редом до масите за сервиране. Някои от служителите на Кардини твърдят, че те са измислили салатата.
Известният американски готвач Джулия Чайлд твърди, че е яла салата „Цезар“ в ресторанта на Кардини като дете през 1920-те години. През 1946 г. Дороти Килгалън пише, че „Цезар“ съдържа аншоа, различавайки се от версията на Кардини.

## Рецепта
Според Роза Кардини, оригиналната салата Цезар не съдържа аншоа – лекият вкус на аншоа идва от соса Уорчестър. Кардини не желае да използва аншоа в салатата си. През 1970-те години дъщерята на Кардини казва, че оригиналната рецепта включва цели листа маруля, които трябва да се ядат с пръсти, рохки яйца и италиански зехтин. Бутилирани дресинги за салата се продават в днешно време от много компании.
Съществуват много вариации на салата – например, с добавено гриловано пилешко месо или морски деликатеси. Някои мексикански ресторанти заместват крутоните с тортия чипс, а пармезана – със сирене Котиха.

### Съставки
Съставките в повечето рецепти са:
- маруля (Lactuca sativa var. longifolia)
- зехтин
- смлян чесън
- сол
- черен пипер
- лимонов сок
- сос Уорчестър
- рохки яйца
- настърган пармезан
- крутони

### Вариации
Има много вариации, но най-често срещаните включват:
- други видове маруля
- пилешко на грил или морски дарове
- каперси
- аншоа
- бекон